# Bure (Mosa)
Bure és un municipi francès situat al departament del Mosa i a la regió del Gran Est. L'any 2007 tenia 92 habitants.

## Demografia

### Població
El 2007 la població de fet de Bure era de 92 persones. Hi havia 44 famílies, de les quals 20 eren unipersonals (16 homes vivint sols i 4 dones vivint soles), 8 parelles sense fills i 16 parelles amb fills.
La població ha evolucionat segons el següent gràfic:
Habitants censats

### Habitatges
El 2007 hi havia 48 habitatges, 40 eren l'habitatge principal de la família, 4 eren segones residències i 4 estaven desocupats. 46 eren cases i 2 eren apartaments. Dels 40 habitatges principals, 30 estaven ocupats pels seus propietaris i 10 estaven llogats i ocupats pels llogaters; 1 tenia dues cambres, 9 en tenien tres, 8 en tenien quatre i 22 en tenien cinc o més. 29 habitatges disposaven pel capbaix d'una plaça de pàrquing. A 20 habitatges hi havia un automòbil i a 12 n'hi havia dos o més.

### Piràmide de població
La piràmide de població per edats i sexe el 2009 era:
| Homes | Edats   | Dones |
| ----- | ------- | ----- |
| 0     | 95 o +  | 0     |
| 0     | 90 a 94 | 0     |
| 0     | 85 a 89 | 0     |
| 0     | 80 a 84 | 0     |
| 0     | 75 a 79 | 0     |
| 0     | 70 a 74 | 4     |
| 4     | 65 a 69 | 0     |
| 12    | 60 a 64 | 4     |
| 4     | 55 a 59 | 8     |
| 0     | 50 a 54 | 0     |
| 4     | 45 a 49 | 8     |
| 4     | 40 a 44 | 0     |
| 0     | 35 a 39 | 0     |
| 4     | 30 a 34 | 4     |
| 8     | 25 a 29 | 4     |
| 8     | 20 a 24 | 16    |
| 4     | 15 a 19 | 0     |
| 8     | 10 a 14 | 0     |
| 0     | 5 a 9   | 0     |
| 0     | 0 a 4   | 0     |

## Economia
El 2007 la població en edat de treballar era de 50 persones, 33 eren actives i 17 eren inactives. De les 33 persones actives 29 estaven ocupades (19 homes i 10 dones) i 4 estaven aturades (2 homes i 2 dones). De les 17 persones inactives 6 estaven jubilades, 3 estaven estudiant i 8 estaven classificades com a «altres inactius».
Activitats econòmiques
Dels 5 establiments que hi havia el 2007, 1 era d'una empresa extractiva, 1 d'una empresa de comerç i reparació d'automòbils, 1 d'una empresa de transport i 2 d'empreses de serveis.
L'únic servei als particulars que hi havia el 2009 era una oficina de correu.
L'any 2000 a Bure hi havia 14 explotacions agrícoles.

## Poblacions més properes
El següent diagrama mostra les poblacions més properes.